# Hôtel de Bastard
L’hôtel de Bastard est un hôtel particulier — à ne pas confondre avec l’établissement d’hôtellerie-restauration du même nom — construit à la fin du XVIIIe siècle, dans la ville de Lectoure (Gers), appelé du nom de l’un de ses propriétaires. 

## Situation
L’hôtel de Bastard est un des nombreux hôtels particuliers construits le long de la rue principale de Lectoure (rue Nationale, après avoir été rue Royale et rue Impériale), immédiatement voisin de l’hôtel Ducasse. Il ne faut pas le confondre avec l’hôtel de Bastard-Castaing, établissement hôtelier sous le nom d’« hôtel de Bastard », situé rue Lagrange, qui fut propriété de la famille de Castaing, puis de la même famille de Bastard.

## Histoire
sur l’emplacement de cet hôtel existait un bâtiment des XIIIe ou XIVe siècles dont les maçonneries restent visibles dans les caves et au rez-de-chaussée. Il s’agissait peut-être d’une des maisons-fortes nombreuses dans la ville à l’époque médiévale. Le constructeur et premier propriétaire du nouvel hôtel est un nommé Michel Bordes, homme de loi, domicilié au château de Combarrau, qui le vend ensuite, le 29 décembre 1809, à Jean-Baptiste de Bastard, fait baron d’Empire en 1812. 
En 1821, le baron de Bastard hérite de l’hôtel de son cousin François-Dominique de Castaing, ancien maire royaliste de Lectoure. Il s’y installe avec sa femme, la baronne de Bastard, qui y tiendra un salon célèbre jusqu’à sa mort en 1867.
L’hôtel passe à la fin du XIXe siècle à Me Salles, notaire, jusqu’en 1930. Il est actuellement, depuis 1960, la propriété de la famille Vanche, également notaires.

## Architecture

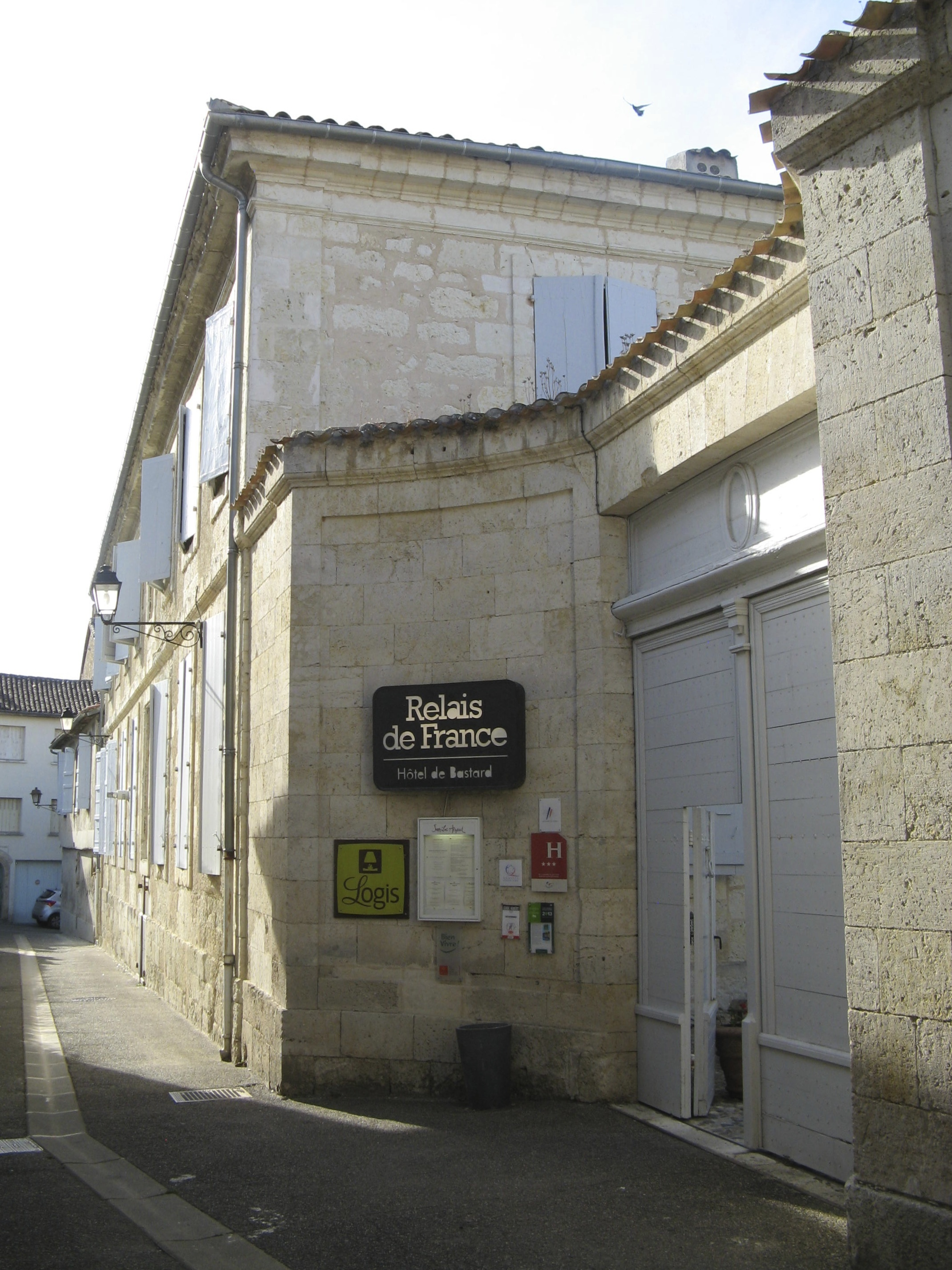
Porte d'entrée de Hôtel de Bastard-Castaing

L’architecture de l’hôtel est remarquable par sa symétrie. La façade nord, rue Nationale, est très austère, présentant un rez-de chaussée en bel appareil de pierre de taille percé de petites fenêtres à barreaux encadrant un portail sobre à arcade en anse de panier. L’étage comporte cinq fenêtres soulignées par un léger bandeau, et est surmonté d’une large corniche en doucine. Cette aile nord constituait les communs, dont les cuisines.
Passé le porche, l’édifice offre une cour d’honneur pavée de galets, bordée de deux ailes symétriques qui réunissent le corps de logis principal aux communs, l’une pour la famille, l’autre pour le personnel : celle de l’est bordée d’arcades et contient un escalier à volée double et montées divergentes ; celle de l’ouest présente une façade avec perron. En 1809, ce corps contient au rez-de-chaussée « une grande cuisine, une chambre et des cabinets » ; à l’étage, l’appartement de réception : « salle à manger, salon de compagnie, chambre, cabinets et bouges ».
Le jardin se trouve au sud, derrière le logis principal, ainsi que les bâtiments annexes : « grenier, grange à foin, écurie et remises », jusqu’à la rue Dupouy où est ménagé un accès.